# Keita (Vorname)
Keita ist ein japanischer männlicher Vorname.

## Namensträger
- Keita Amemiya (* 1959), japanischer Game-Character-Designer und Filmregisseur
- Keita Masuda (* 1979), japanischer Badmintonspieler
- Keita Umezaki (* 1981), japanischer Skispringer